# Bob Garcia
 (décembre 2018).
Pour les articles homonymes, voir Robert Garcia (homonymie) et Garcia.
Bob Garcia, né Robert Garcia le 15 janvier 1954 à Casablanca, est un auteur français de romans policiers et d'essais sur la bande dessinée, journaliste/chroniqueur littéraire sur plusieurs médias (TSF Jazz, Télessonnes, France 3, Wéo et France Bleu Nord).

## Biographie
Ingénieur diplômé de l'École centrale de Lyon (promo 79), il a travaillé une quinzaine d'années dans les télécoms avant de se consacrer à la littérature et au journalisme.
Passionné de littérature populaire et de romans policiers, et amateur d'Hergé et de Tintin, il écrit plusieurs essais tintinophiles, dont Jules Verne et Hergé, d’un mythe à l’autre.
Il est aussi l'auteur de plusieurs romans publiés aux Éditions du Rocher, traduits dans plusieurs langues et repris au format poche (J'ai Lu, Livre de poche, La Mécanique générale) dont Le Testament de Sherlock Holmes (2005), qui a été récompensé par le premier Prix Intramuros décerné par des détenus lors du festival Polar & Co de Cognac en 2005, Duel en enfer, Sherlock Holmes contre Jack l'Eventreur (2008), Les Spectres de Chicago (2016) et Corpus Delicti (2019).
Bob Garcia est aussi journaliste/chroniqueur et présente des chroniques régulières « Polars et BD » sur différentes radio et TV (TSF Jazz, Télessonnes, France3). Il réalise en outre des interventions (conférences, tables rondes, interviews d'auteurs) dans le cadre de salons du livre et de la BD, de médiathèques, etc.[réf. nécessaire]
Musicien de jazz amateur (contrebasse, banjo, guitare), il gère également la webTV jazzactu.tv consacrée à l'actualité du jazz, et a interviewé des musiciens de jazz. Il gère également le compte Facebook associé à jazzactu.tv, et il est membre de l'Académie du jazz.[réf. nécessaire]
Il tient également les blogs "Lire délivre"/France 3 Paris Ile-de-France et "Lire délivre"/France 3 Nouvelle Aquitaine.[réf. nécessaire]
Tintinophile depuis longtemps[Quand ?], il est membre de l'Association des Amis d'Hergé et a publié, outre ses monographies, des articles sur l’œuvre d'Hergé dans les revues spécialisées en France et à l'étranger (La Revue des Amis d'Hergé en Belgique, Tintincat en Espagne, Duizend Bommen en Hollande, etc.)[réf. nécessaire]

## Contentieux avec Moulinsart
Moulinsart S.A. accuse Bob Garcia, pour deux de ces ouvrages, de contenir une trentaine de vignettes de Hergé. Un premier jugement, rendu le 22 mai 2008 par le tribunal de Nanterre, admet le principe de la courte citation graphique et donne raison à Bob Garcia. Moulinsart a aussitôt fait appel de cette décision.
Le 17 septembre 2009, en appel, la Cour d'appel de Versailles infirme le principe de courte citation graphique et le condamne à verser plus de 40 000 euros aux ayants droit d'Hergé pour atteinte au droit moral de l’auteur et atteinte aux droits patrimoniaux.
L'article de Rue89 ou Pierre Assouline sur son blog, entre autres, en France comme en Belgique, contestent vivement cette décision. Cette affaire suscite rapidement des réactions dans le monde entier,,,,,,,.
Bob Garcia n'est d'ailleurs pas le seul tintinophile à avoir des soucis avec la société Moulinsart : le site tintinclassics.nl du néerlandais Heiko Strietman, par exemple, a été fermé par son créateur le 23 novembre 2009 à la suite des pressions exercées par cette société.

## Œuvre

### Essais
- Jules Verne et Hergé, d’un mythe à l’autre (Éditions MacGuffin, 2005)
- Tintin à Baker Street (Éditions MacGuffin, 2005)
- Hergé la bibliothèque imaginaire (Éditions MacGuffin, 2006)
- Hergé et le polar (Éditions MacGuffin, 2006)
- Hergé et le 7e art (Éditions MacGuffin, 2007)
- Jazz et Polar (Éditions Laurent Debarre, 2007)
- Hergé, aux sources de l’œuvre (Éditions Laurent Debarre, 2007)
- Hergénéalogies (Éditions MacGuffin, 2008)
- Hergéographie ou le monde selon Tintin (Éditions MacGuffin, 2011)
- Tintin le rêve américain, de la BD au film, (Éditions MacGuffin, 2011)
- L'Histoire selon Tintin (Éditions MacGuffin, 2013)
- Le polar en questions (Éditions PolarLeaks, 2017)
- Tintin, le diable et le bon Dieu (Desclée de Brouwer, 2018)
- Rebellion Racing aux 24 Heures du Mans (Editions TimeKeeper, 2019)
- Tintin, du cinéma à la BD (Desclée de Brouwer, 2019)
- Anatomie du fait divers (Desclée de Brouwer, 2020)
- Collisions (Ring, 2021)
- Tintin et l'Histoire (Desclée de Brouwer, 2022)
- Hergé - Les ultimes secrets (Editions du Rocher, 2023)
- Franquin - Les secrets d'une œuvre (Editions du Rocher, 2024)

### Romans policiers
- Le Testament de Sherlock Holmes (Éditions du Rocher, 2005 puis paru au format poche au Livre de Poche en 2007)
- La Ville monstre (Éditions du Rocher, 2007) - roman policier historique d'anticipation
- Duel en enfer, Sherlock Holmes contre Jack l’Eventreur (Éditions du Rocher, 2008 puis paru au format poche chez J'ai Lu en 2010)
- Le Vol des 714 porcineys, une aventure de Saint-Tin et de son ami Lou (Le Léopard Démasqué[17], 2008)
- Penny Blood, Sherlock Holmes revient (Éditions Laurent Debarre, 2011)
- Le Crime express de Lorient (Éditions Laurent Debarre, 2015)
- Les Spectres de Chicago (Éditions du Rocher, 2016)
- L'Affaire Mina Marten, Sherlock Holmes contre Conan Doyle (La Mécanique Générale, 2017)
- Corpus Delicti (Éditions PolarLeaks, 2019)

### Nouvelles
- L'Incroyable Défi du professeur Borkoff (Payot-Rivage, 2007), nouvelle parue dans le recueil Sherlock Holmes dans tous ses états
- Little sunflower[18] (Moisson Rouge, 2009)
- Sherlock Holmes (Seuil, 2010), biographie parue dans Le Dictionnaire des personnages populaires de la littérature des XIXe et XXe siècles
- Sonic World (Jigal Polar, 2012), nouvelle parue dans le recueil Les auteurs du noir face à la différence
- Du pain sur la planche (L'Exquise édition, 2013), nouvelle co-écrite avec François Alquier et Odile Bouhier, parue dans le recueil Les aventures du concierge masqué, l'exquise nouvelle saison 3